# Mats Paulsen
Se även Mats Paulsson (olika betydelser).
Mats Paulsen, född 25 januari 1965, är en frilansande skribent, producent och student. 

## Biografi
Paulsen arbetade på PR-företaget Andreasson med ansvar för den ryska marknaden.

### Journalist
Paulsen arbetade några år för tidningen Resumé. Den 20 januari 2000 blev han chefredaktör för Resumé. Några månader därefter anställdes han som reporter av den nya webbplatsen Ekonomi24. Han arbetade senare på SVT.
År 2005 blev han nyhetschef TV-kanalen Di TV. Likt flera andra som arbetat med Di TV lämnade han kanalen när den inte fick tillstånd för marknätet. Han arbetade därefter på TV4:s Ekonominyheterna.
Sedan 2022 är han frilansande skribent och producent. 2024 gav han tillsammans med fd Säpo-chefen Klas Friberg ut boken Särskilda händelser – polischefens lösning på Volante.  

### Kommunikatör
Från 2007 arbetade Paulsen som informationschef på facility management-företaget Addici, innan han 2010 började som senior rådgivare på Prime PR.Mellan 2013 och 2015 var han ansvarig för kommunikationen i Genomförandekommitten för nya polismyndigheten på Regeringskansliet